# Cantone di Coursan
Il Cantone di Coursan è una divisione amministrativa dell'arrondissement di Narbona.
A seguito della riforma approvata con decreto del 21 febbraio 2014, che ha avuto attuazione dopo le elezioni dipartimentali del 2015, è passato da 7 a 6 comuni.

## Composizione
I 7 comuni facenti parte prima della riforma del 2014 erano:
- Armissan
- Coursan
- Cuxac-d'Aude
- Fleury
- Gruissan
- Salles-d'Aude
- Vinassan

Dal 2015 i comuni appartenenti al cantone sono i seguenti 6:
- Armissan
- Coursan
- Cuxac-d'Aude
- Fleury
- Salles-d'Aude
- Vinassan